# Sørlandets litteraturpris

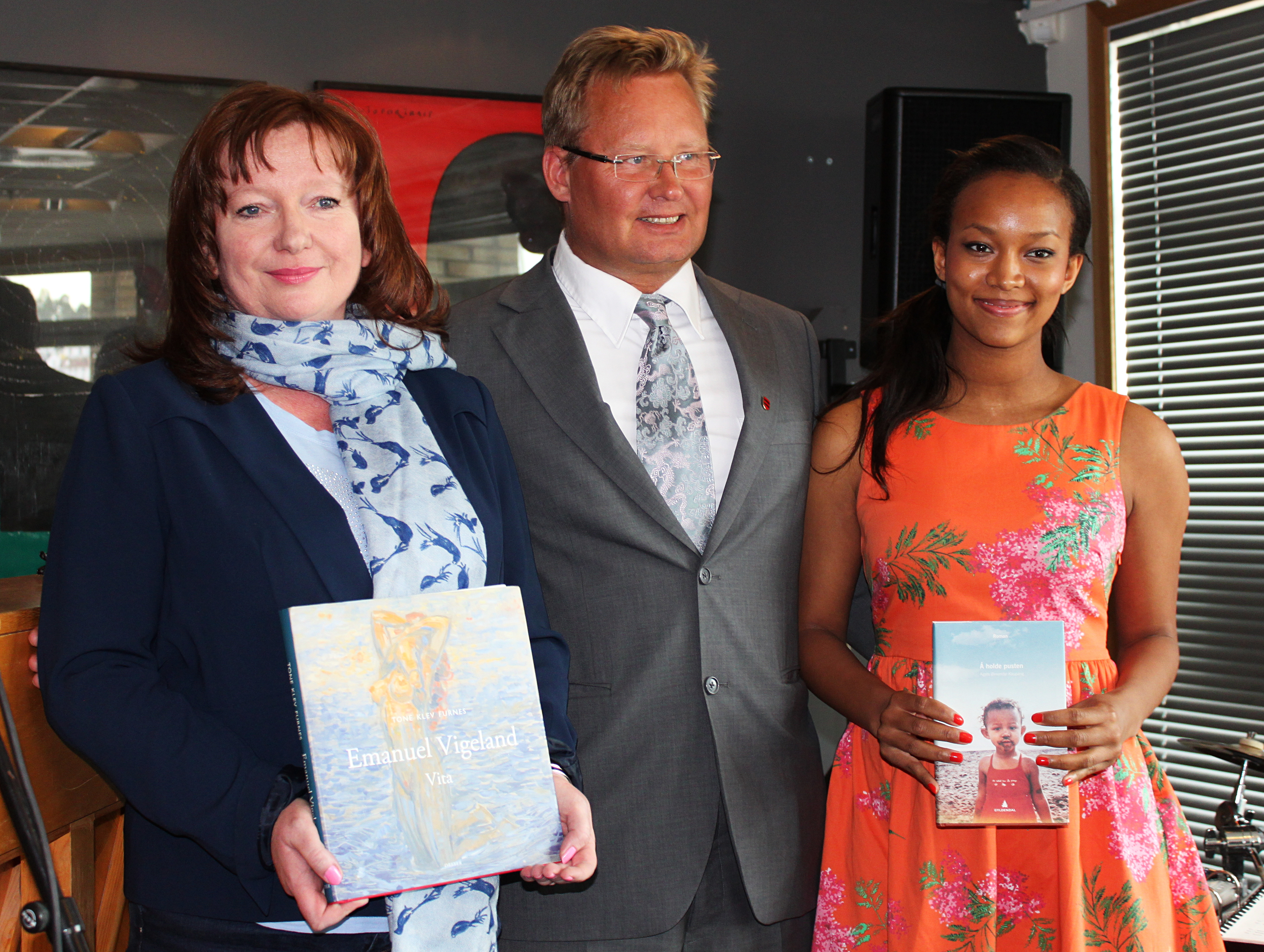
Pristagare år 2014, Tone Klev Furnes och Agate Øksendal Kaupang tillsammans med fylkesordfører Bjørgulv Sverdrup Lund.
Foto: Grethe Tvede (Aust-Agder bibliotek og kulturformidling)

Sørlandets litteraturpris är ett norskt skönlitterärt pris som utdelas årligen. Priset instiftades år 2000 av biblioteken och bokhandlarna i Aust- och Vest-Agder. Syftet med priset är "att stimulera läslust, samt att öka uppmärksamheten på litteratur, särskilt i landsdelen, och att hjälpa fram nya och gryende författarskap från Sørlandet (Agder)".
Pristagaren utses genom öppen omröstning bland fem böcker från fjolårets produktion, utvalda av en jury. För att vara kvalificerad, måste bokens författare vara bosatt på eller ha anknytning till Sørlandet. Röstningsblanketter läggs ut i alla bibliotek och bokhandlar i Agder-fylkene, samt på internet. Man kan också rösta via SMS.
Priset består av en penningsumma och ett konstverk.

## Pristagare
- 2000 – Agnete Erichsen för Alfabetet om sommeren
- 2002 – Mirjam Kristensen för De som er ute i regnværet
- 2003 – Nils Christian Moe-Repstad för Sannheten og andre konstruksjoner
- 2004 – Kjetil A. Brottveit för Nattradioen
- 2005 – Karl Ove Knausgård för En tid for alt
- 2006 – Annemor Sundbø för Usynlege trådar i strikkekunsten
- 2007 – Hege Storhaug för Men størst av alt er friheten
- 2008 – Gaute Heivoll för Doktor Gordeau og andre noveller
- 2009 – Gaute Heivoll för Himmelarkivet
- 2010 – Karl Ove Knausgård för Min kamp (band 1–3)
- 2011 – Gaute Heivoll för Før jeg brenner ned (skönlitteratur), Else Rønnevig för Bakerovnen : verne, bygge, bruke (sakprosa)
- 2012 – Øystein Hauge för Predikanten (skönlitteratur), Harald Dag Jølle för Nansen (sakprosa)
- 2013 – Bård Nannestad för Da Henrik Husten kom hjem (skönlitteratur), Knut Heidem för Slaget i Lyngør 1814 (sakprosa)
- 2014 – Agate Øksendal Kaupang för Å holde pusten (skönlitteratur), Tone Klev Furnes för Emanuel Vigeland (1875–1948). Vita (sakprosa)
- 2015 – Birger Emanuelsen för Fra jorden roper blodet (skönlitteratur), Øivind Berg, Tommy Egra, Jo van der Eynden, Jan Atle Knutsen och Øystein Paulsen för Sjøørret (sakprosa)